# ウラジロ目
ウラジロ目(うらじろもく、学名：Gleicheniales)とは、大葉植物門大葉シダ植物綱、薄嚢シダ亜綱に属する植物の総称。

## 分布
南極大陸を除くすべての大陸。

## 下位分類
- ヤブレガサウラボシ科
  - ヤブレガサウラボシ属
  - スジヒトツバ属
- マトニア科
  - マトニア属
- ウラジロ科
  - コシダ属
  - ウラジロ属
  - プラティゾマ属
  - ストロマトプテリス属